# Coppa Piano Karl Rappan
La Coppa Piano Karl Rappan, nota anche come Coppa Internazionale di Calcio o, colloquialmente, Coppa d'Estate, è stata una competizione calcistica nata nel 1961 per iniziativa dell'austriaco Karl Rappan e dello svizzero Ernst Thommen.

## Storia
Inizialmente l'intenzione era quella di creare una sorta di lega europea, che consentisse alle squadre minori (non vincitrici di trofei nazionali e non ammesse alla Coppa delle Fiere) di confrontarsi a livello europeo, ma in realtà la competizione divenne un supporto per le agenzie di scommesse sportive (da questo motivo derivò in seguito il nome della futura Coppa Intertoto) della SFP, la società di scommesse svizzera.
La fase a gironi del torneo è stata sempre disputata durante la pausa estiva, mentre i turni ad eliminazione diretta durante la stagione regolare, concordando tra i vari club le date fra quelle disponibili, compito non semplice, tanto che le finali venivano disputate a giugno o fine maggio, quando stava già iniziando l'edizione successiva. Inoltre la UEFA faceva pressioni affinché le squadre impegnate nelle sue competizioni (Coppa dei Campioni e Coppa delle Coppe) non partecipassero ad altre competizioni continentali dopo la pausa estiva. Questo significava che le compagini che avevano superato la fase a gironi ma che erano anche impegnate in una delle due competizioni UEFA, dovevano essere esentate dai turni ad eliminazione diretta fino alla loro uscita dalla coppa principale, o altrimenti ritirarsi dalla Coppa Rappan. Questo rendeva difficoltosa l'organizzazione del torneo e soprattutto il livello tecnico ne risultava impoverito. La manifestazione fu quindi soppressa nel 1967 e sostituita dalla Coppa Intertoto.

## Albo d'oro
| Anno    | Vincitore             | Ris.        | Finalista                         | Città       |
| ------- | --------------------- | ----------- | --------------------------------- | ----------- |
| 1961-62 | Ajax                  | 4 – 2       | Feyenoord                         | Amsterdam   |
| 1962-63 | Slovnaft Bratislava   | 1 – 0       | Padova                            | Padova      |
| 1963-64 | Slovnaft Bratislava   | 1 – 0       | Polonia Bytom                     | Vienna      |
| 1964-65 | Polonia Bytom         | 0 – 3       | SC Lipsia                         | Lipsia      |
| 1964-65 | Polonia Bytom         | 5 – 1       | SC Lipsia                         | Bytom       |
| 1965-66 | Lokomotive Lipsia     | 0 – 1       | IFK Norrköping                    | Norrköping  |
| 1965-66 | Lokomotive Lipsia     | 4 – 0       | IFK Norrköping                    | Lipsia      |
| 1966-67 | Eintracht Francoforte | 3 – 2       | Internacionál Slovnaft Bratislava | Bratislava  |
| 1966-67 | Eintracht Francoforte | 1 – 1 (dts) | Internacionál Slovnaft Bratislava | Francoforte |

### Riepilogo
| Squadra               | Vittorie | Anni vittorie | Finalista | Anni finale |
| --------------------- | -------- | ------------- | --------- | ----------- |
| Slovnaft Bratislava   | 2        | 1963, 1964    | 1         | 1967        |
| Polonia Bytom         | 1        | 1965          | 1         | 1964        |
| Lokomotive Lipsia     | 1        | 1966          | 1         | 1965        |
| Ajax                  | 1        | 1962          | 0         | -           |
| Eintracht Francoforte | 1        | 1967          | 0         | -           |
| Feyenoord             | 0        | -             | 1         | 1962        |
| Padova                | 0        | -             | 1         | 1963        |
| IFK Norrköping        | 0        | -             | 1         | 1966        |